# Episodi di I Am Franky (seconda stagione)
La seconda stagione di I Am Franky negli Stati Uniti è cominciata l'11 agosto 2018 su Nickelodeon. In Italia viene trasmessa sul canale TeenNick dal 15 ottobre 2018.
| n° | Titolo originale               | Titolo italiano                            | Prima TV USA     | Prima TV Italia  |
| -- | ------------------------------ | ------------------------------------------ | ---------------- | ---------------- |
| 1  | I Am... Eliza                  | Io sono... Eliza (prima parte)             | 15 novembre 2017 | 15 ottobre 2018  |
| 2  | I Am... Eliza                  | Io sono... Eliza (seconda parte)           | 15 novembre 2017 | 16 ottobre 2018  |
| 3  | I Am... Planning an Escape     | Io sono... in fuga                         | 16 novembre 2017 | 17 ottobre 2018  |
| 4  | I Am... Taking a Break         | Io sono... in pausa                        | 18 novembre 2017 | 18 ottobre 2018  |
| 5  | I Am... Buggin                 | Io sono... un'attrice mancata              | 23 novembre 2017 | 19 ottobre 2018  |
| 6  | I Am... Compromised            | Io sono... compromessa                     | 24 novembre 2017 | 22 ottobre 2018  |
| 7  | I Am... Busting Out            | Io sono... complice di un'evasione         | 25 novembre 2017 | 23 ottobre 2018  |
| 8  | I Am... Under Suspicion        | Io sono... sospettata                      | 27 novembre 2017 | 24 ottobre 2018  |
| 9  | I Am... Not Myself             | Io sono... una vera amica                  | 2 dicembre 2017  | 25 ottobre 2018  |
| 10 | I Am... Next                   | Io sono... la prossima                     | 5 dicembre 2017  | 26 ottobre 2018  |
| 11 | I Am... a Creature             | Io sono... una creatura                    | 8 dicembre 2017  | 29 ottobre 2018  |
| 12 | I Am... an Android             | Io sono... un androide                     | 12 dicembre 2017 | 30 ottobre 2018  |
| 13 | I Am... Frankesteena           | Io sono... Frankestina                     | 15 dicembre 2017 | 31 ottobre 2018  |
| 14 | I Am... Part of a Plan         | Io sono... parte di un piano               | 16 dicembre 2017 | 1º novembre 2018 |
| 15 | I Am... in Trouble with Mom    | Io sono... nei guai con la mamma           | 18 dicembre 2017 | 2 novembre 2018  |
| 16 | I Am... an Android... or Am I? | Io sono... un androide oppure no?          | 19 dicembre 2017 | 5 novembre 2018  |
| 17 | I Am... Jealous                | Io sono.... gelosa                         | 20 dicembre 2017 | 6 novembre 2018  |
| 18 | I Am... in Need of a Plan      | Io sono... in cerca di un piano            | 22 dicembre 2017 | 7 novembre 2018  |
| 19 | I Am... a Puppet on a String   | Io sono... una marionetta appesa a un filo | 23 dicembre 2017 | 8 novembre 2018  |
| 20 | I Am... Out of Options         | Io sono... a corto di opzioni              | 27 dicembre 2017 | 9 novembre 2018  |
| 21 | I Am... Being Blackmailed      | Io sono... ricattata                       | 1º gennaio 2018  | 12 novembre 2018 |
| 22 | I Am... Changed                | Io sono...cambiata                         | 1º gennaio 2018  | 13 novembre 2018 |

## Io sono... Eliza
- Titolo originale: I Am... Eliza

### Trama
Qualcuno finge di essere Franky: Eliza, una delle creazioni di Sigourney e uguale fisicamente a Franky, che intrappola la famiglia. Dayton scopre anche lei che non è la vera Franky la ragazza con cui è stata tutto il tempo, e dopo poco anche Cole. Sigourney vuole riprogrammare Eliza, che però vuole cambiare faccia e tiene alle strette i Gaines.

## Io sono... in fuga
- Titolo originale: I Am... Planning an Escape

### Trama
Sigourney capisce di non essere più in pericolo quindi decide di ridare la tecnologia alla famiglia. Appena accende il suo telefono trova 27000 e- mail e tra queste una è per la candidatura ad andare nello spazio.

## Io sono... in pausa
- Titolo originale: I Am... Taking a Break

### Trama
Rachel aiuta Cole, Franky e Dayton a liberare Andrew dalla WARPA mentre lo testano per il prototipo d'androide per un esercito.

## Io sono... un'attrice mancata
- Titolo originale: I Am... Buggin

### Trama
Alla WARPA oltre ad Andrew, c'è un altro Androide: Simone.

## Io sono... compromessa
- Titolo originale: I Am... Compromised

### Trama
Tammy ha un circuito della WARPA. Franky e Dayton l'hanno scoperto.

## Io sono... complice di un'evasione
- Titolo originale: I Am... Busting Out

### Trama
Franky, Dayton e Cole liberano Andrew, ma la WARPA sa del loro piano di evasione.

## Io sono... sospettata
- Titolo originale: I Am... Under Suspicion

### Trama
Franky e Andrew, dopo essere stati colpiti da un'arma a impulso elettromagnetico, vengono salvati da Simone.

## Io sono... una vera amica
- Titolo originale: I Am... Non Myself

### Trama
Ora anche Simone va a scuola alla Sepulveda High.

## Io sono... la prossima
- Titolo originale: I Am... Next

### Trama
Cynthia si occupa di Franky perché Sigourney è partita per lo spazio.

## Io sono... una creatura
- Titolo originale: I Am... a Creature

### Trama
James Peters rivela alla Sepulveda High che Andrew è un androide e quindi la scuola è stata divisa in due settori: chi preferisce gli androidi e chi no.

## Io sono... un androide
- Titolo originale: I Am... an Android

### Trama
Si litiga ancora per chi favorisce gli androidi e chi non e Franky chiede a Cynthia di decifrare il codice della WARPA.

## Io sono... Frankestina
- Titolo originale: I Am... Frankesteena

### Trama
Cole non sa se andare in un'accademia di tennis, ma dovrà lasciare la famiglia e gli amici, specialmente Franky.

## Io sono... parte di un piano
- Titolo originale: I Am... Part of a Plan

### Trama
James Peters fa in modo che Simone si formatti quindi Andrew la vuole salvare.

## Io sono... nei guai con la mamma
- Titolo originale: I Am... in Trouble with mom

### Trama
Simone perde la memoria, poi Franky, Cole, Dayton e Andrew la portano a casa di franky

## Io sono... un androide oppure no?
- Titolo originale: Am... an Android... or Am I?

### Trama
Sigourney consiglia alla sua famiglia di controllare Franky per il problema degli androidi alla Sepulveda High.

## Io sono... gelosa
- Titolo originale: I Am... Jealous

### Trama
La mamma Gaines non vuole che ci sia un altro androide a casa sua, Franky scopre che a Simone piace Cole e si ingelosisce.

## Io sono... in cerca di un piano
- Titolo originale: I Am... in Need of a Plan

### Trama
Franky e Dayton informano Andrew e Simone che Cynthia è il capo della WARPA

## Io sono... una marionetta appesa a un filo
- Titolo originale: I Am... a Puppet on a String

### Trama
Franky scopre insieme a Dayton che la WARPA la vuole prendere. Inoltre comincia a sentire la mancanza di Cole, perché è entrato in una accademia di tennis, chiamata NETS.

## Io sono... a corto di opzioni
- Titolo originale: I Am... Out of Options

### Trama
Franky va alla WARPA per salvare Sigourney e Cole, dove sono prigionieri.

## Io sono... ricattata
- Titolo originale: I Am... Being Blackmailed

### Trama
La WARPA sta ricattando Franky e Cyntia le dice Franky continua l'operazione Cyntia cerca di colpire Cole ma non ci riesce e il casco che serviva per trasformare cole in un HRO Cole l'ha messo in testa a Cyntia
Beto chiama la polizia e fa arrestare Cyntia e la Warpa per:
Rapimento
Sequestro di persona 
Appropriazione indebita di fondi investigativi e sequestro di stazione spaziale internazionale .
Cyntia affronta un lungo Processo e il giudice la dichiarò colpevole e decise di darle 20 anni di prigione

## Io sono... cambiata
- Titolo originale: I Am... Changed

### Trama
La WARPA vuole far diventare cole un umano-robot, Franky sta per diventare un prototipo per l'esercito e hanno sotto ostaggio Kingston. A fine episodio, dopo il bacio con Cole, a Franky si crea un cuore.